# Michel Guillou (ingénieur)
Pour les articles homonymes, voir Michel Guillou et Guillou.
Michel Guillou est un ingénieur, homme politique et physicien français né à Beuzeville (Eure) le 8 septembre 1938 et mort à Joinville le 21 février 2018,.
Professeur émérite des universités, ardent promoteur de la francophonie, il a exercé de hautes responsabilités dans l'Université française et dans les institutions universitaires francophones.

## Biographie
Après des études secondaires au lycée Fresnel à Bernay, Michel Guillou a suivi les classes préparatoires aux grandes écoles au lycée Malesherbes à Caen, puis au lycée Saint-Louis à Paris. Il était boursier EDF[réf. nécessaire].  Il intègre alors l'École supérieure d'électricité (Supélec, Promotion 1960). Il a ensuite poursuivi des études de physique à la faculté des sciences de Paris dont il obtiendra successivement le titre de docteur-ingénieur en 1963, puis un doctorat d'État en 1968.
Il commence sa carrière comme ingénieur-chercheur à la direction des études et recherches d’Électricité de France de 1960 à 1963, puis de 1965 à 1968, après son service militaire dans la Marine nationale où il obtiendra le grade d'enseigne de vaisseau.
Nommé maître de conférences à l’université de Rouen en 1968, Michel Guillou crée et dirige jusqu'en 1970 le département mesures physiques à l'Institut universitaire de technologie (IUT). Jusqu'en 1975, il crée et dirige alors simultanément les IUT de Créteil (université Paris XII) et de Dakar (université Cheikh-Anta-Diop) devenu sous sa direction l’École nationale supérieure de technologie de Dakar. Dans la même période, il est nommé professeur à la faculté des sciences de l'université de Dakar.
Professeur à l’université Paris-Val-de-Marne à la chaire d’énergétique (1975), il est ensuite nommé chef du département de l’enseignement supérieur et de la recherche au ministère de la Coopération (1975-1976).
En 1976, Michel Guillou est élu président de l’université Paris-Val-de-Marne, puis commence un second mandat qui se terminera en 1982. Pendant sa présidence, il lancera en 1979 le Cofecub (Comité français d’évaluation de la coopération universitaire et scientifique avec le Brésil) pour évaluer et piloter les programmes de coopération en matière de recherche et de formation avec le Brésil.
Président de la Commission des relations extérieures à la Conférence des présidents d’université de 1977 à 1979, il devient vice-président de la Conférence des présidents d'université de 1980 à 1981.
Président (1984-1987) puis directeur général (1991-1998) de l’Association des universités partiellement ou entièrement de langue française (Aupelf), il est le premier recteur de l'Université des réseaux d’expression française (UREF) de 1991 à 1998 devenue Agence universitaire de la francophonie (AUF) de 1998 à 2000. Il est forcé de démissionner à la suite de la publication de deux rapports d'évaluation – dont un rapport accablant du commissaire aux comptes du Fonds multilatéral unique de la francophonie – qui l'accusent de « clientélisme érigé en règle de gestion », voire de « détournement de fonds » dans la gestion des organismes dont il avait la charge depuis 1986 ,.
Nommé à l’université Lyon III Jean Moulin en 2001, Michel Guillou a créé et dirigé jusqu'en 2014 l’Institut d'étude de la francophonie et de la mondialisation (Iframond) devenu sous sa direction Institut International pour la Francophonie (2IF). Il a mis en place le Réseau international des chaires Senghor de la Francophonie dont il a assuré la présidence de 2008 à 2014. Il y milite pour la francophonie et le multilinguisme.
Il a également été président de l’Office national des universités (1977-1981), délégué national du RPR chargé de la coopération (1985-1986), chargé de mission auprès de Michel Aurillac ministre de la Coopération (1986-1988), conseiller général du Val-de-Marne (1983-1988), et vice-président national du Club 89 (1985-1988).
En 1988, candidat RPR dans la deuxième circonscription du Val-de-Marne, il est battu par Laurent Cathala.
Il est membre de nombreuses sociétés savantes comme la Société de chimie-physique, la Société chimique de France, la Société internationale des hautes températures et des réfractaires, la British Ceramic Society et l'Académie des sciences d'outre-mer.
Il a utilisé le pseudonyme collectif « Pierre Campus ».
Ses obsèques sont célébrées à Saint-Maur-des-Fossés le 27 février 2018. Le lendemain a lieu une autre messe à la chapelle de Saint-Philibert (Morbihan) .Il repose donc dans cette même commune.

### Vie privée
Michel Guillou s'est marié à Denise Delpuech et a eu trois enfants : Anne, Béatrice et Pierre.

## Distinctions

### Décorations
- Chevalier de la Légion d'honneur
- Chevalier de l'ordre national du Mérite
- Chevalier de l'ordre des Palmes académiques
- Chevalier de l'ordre de la Pléiade
- Commandeur de l'ordre national du Lion du Sénégal
- Officier de l'ordre national de Côte d'Ivoire
- Commandeur de l'ordre national du Burkina Faso
- Officier de l'ordre national du Vietnam

### Honneurs
- Docteur Honoris Causa de l’Université de Moncton au Canada et de l’Université Saint-Clément d'Ohrid de Sofia.

### Prix
- Médaille Senghor.

## Ouvrages
Francophonie et politique universitaire
- La francophonie ou l'avenir de la langue française - éd. Belin, 2015  (ISBN 978-2-7011-9734-0)
- Francophonie et mondialisation, Tome 2: Les Grandes Dates de la construction de la Francophonie institutionnelle, coécrit avec Trang Phan, Aymeric Durez - éd. Belin, 2012  (ISBN 978-2-7011-6470-0)
- Francophonie et mondialisation, Tome 1: Histoire et institutions des origines à nos jours, coécrit avec Trang Phan éd. Belin, 2011  (ISBN 978-2-7011-5912-6)
- Francophonie : lieu de mémoire, projet d'espoir avec Jean Tabi Manga, Yaoundé, Afrédit, 2010
- Francophonie - Puissance - éditions Ellipses, 2005 (ISBN 978-2-7298-2526-3)
- Les Entretiens de la Francophonie 2001-2003, Pistes pour aller de l’avant - éd. Max Milo - Alpharès  (ISBN 2-84839-003-4), 2004
- Les Défis de la Francophonie, pour une mondialisation humaniste, coécrit avec Serge Arnaud, Albert Salon - éd. Alpharès, 2005 (ISBN 2-84839-007-7) Collection Planète francophone
- Dictionnaire universel francophone - éd. EDICEF, 1997  (ISBN 2841293459)
- La Mangue et la Pomme : voyages en Francophonie - éd. John Libbey Eurotext, 1995  (ISBN 2742000917)
- La Francophonie, nouvel enjeu mondial - éd. Hatier, 1993  (ISBN 2218059703)
- La Francophonie s'éveille, en collaboration avec Arnaud Littardi - éd. Berger-Levrault, 1988  (ISBN 2701307449)
- Reconstruire l'Université, en collaboration avec Jacques Beguin, Claude Le Brun, Christian Philip - éd. Albatros
- Une politique africaine pour la France - éd. Albatros, 1986 (ASIN B0000EA3ZS)
- Pour un dialogue Nord-Sud : s'associer en libertés, préface de Jacques Chirac - éd. Albatros, 1984 (ASIN B0046GKEEQ)
- Dialogue Nord-Sud et formation des hommes : Problématique et programme d'une nouvelle politique de coopération - Vincennes, 1980

Physique
- Répartitions couplées du potentiel et des concentrations dans les cellules électrochimiques, Masson, 1963
- Contribution à l'étude des phénomènes de transport ionique au sein des membranes échangeuses d'ions, Faculté des sciences de Paris, 1967